# Meletta
Il Meletta è un torrente che scorre nella città metropolitana di Torino e nella provincia di Cuneo. Affluente di destra del fiume Po, nel quale confluisce presso Carmagnola dopo aver raccolto le acque della fascia collinare del Roero affacciata verso la Pianura Padana.

## Idronimo

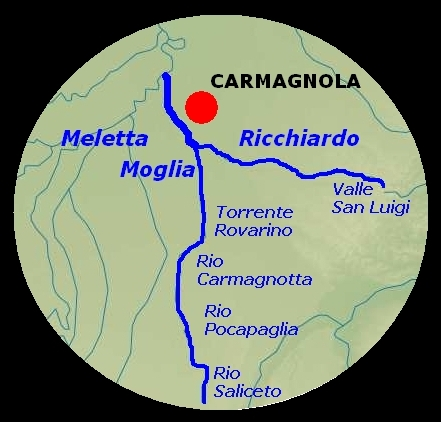
Gli idronimi associati ai torrenti Moglia e Ricchiardo

Sulla cartografia ufficiale viene chiamata  Meletta quella parte dell'asta fluviale (lunga circa 7 km) collocata a valle della confluenza tra i torrenti Ricchiardo e Moglia, la quale avviene al ponte Grosso sul confine tra i comuni di Carmagnola e Caramagna. 
Fino all'Ottocento il torrente veniva a volte denominato Melletta.
A monte della confluenza il proseguimento naturale del Meletta è in genere considerato il Ricchiardo. 
Nell'"Elenco delle acque pubbliche" relativo alla Provincia di Cuneo, predisposto nel 1900 dal Ministero dei lavori pubblici, l'asse principale del Meletta veniva fatto proseguire verso monte con il Rio Gangaglietti, il Ricciardo (SIC!) e la Valle di San Luigi.
In alcuni documenti anche piuttosto recenti tutto il corso d'acqua fino alla sua confluenza nel Po invece che Meletta viene chiamato Ricchiardo.

## Percorso
Il torrente nasce a circa 400 m s.l.m. nei pressi di Montaldo Roero da un ramo sorgentizio che percorre la valle San Luigi.
Puntando in genere verso ovest raccoglie le acque di vari piccoli affluenti che drenano l'area collinare del Roero che digrada verso la piana carmagnolese. Dopo la confluenza con il rio Largo il torrente prende il nome di Ricchiardo, lambisce il centro comunale di Ceresole d'Alba ed esce nella pianura, dove viene scavalcato dalla ex SS 661 e dall'autostrada A6 Torino-Savona. Non lontano dalla borgata Gangaglietti (Caramagna), proprio al confine con la Provincia di Torino, riceve da sinistra il suo maggiore affluente, il torrente Moglia, e cambia il proprio nome in Meletta. Nei pressi di Carmagnola il torrente viene superato prima dalla Ferrovia Torino-Savona e poi dalla ex SS 20. A breve distanza dalla propria confluenza nel Po il Meletta dà origine verso destra ad un effluente, detto da alcuni Vecchio Meletta, il quale raggiunge il Po qualche km più a monte dello sbocco nel fiume del tronco principale, la quale avviene a 236 metri di quota.
La zona della confluenza del Meletta nel Po fa parte del Parco del Po Torinese.

## Affluenti principali

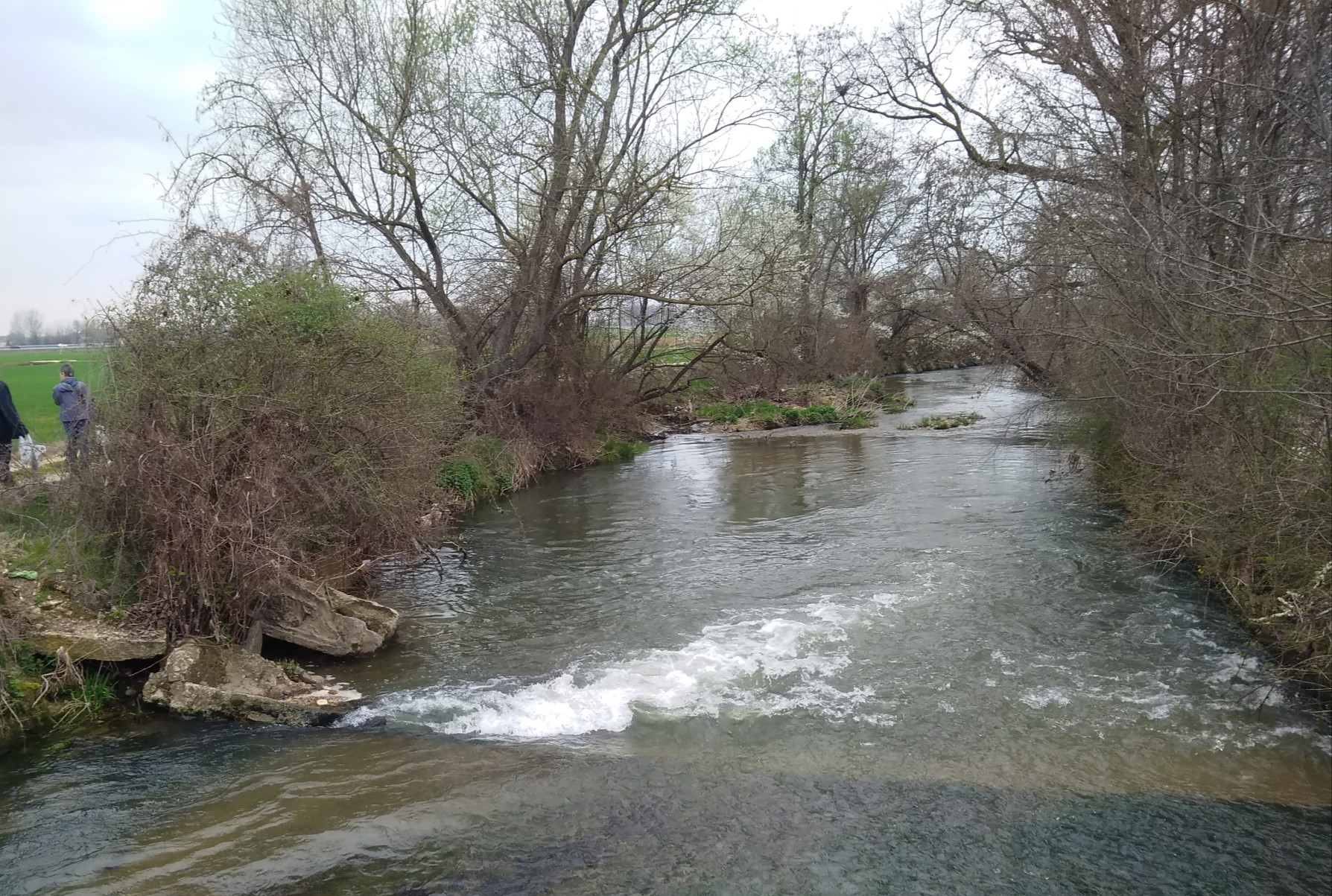
Il Rio Carmagnotta

- Rio Largo: raccoglie le acque della zona di Baldissero d'Alba e confluisce nel Ricchiardo da sinistra a 304 metri di quota.
- Fosso di Buriasco (8,1 km di lunghezza[4]): nasce dalla montata delle Pietre attorno ai 400 metri di quota e, dopo aver raccolto le acque della zona collinare di Sommariva Perno rivolta verso la pianura, confluisce nel Ricchiardo a circa 290 m di quota.
- Torrente Moglia (20,4 km di lunghezza[4]): come molti piccoli corsi d'acqua di pianura anche il Moglia cambia varie volte nome durante il proprio percorso a seconda dei territori attraversati[9]. Nasce con il nome di rio Saliceto in comune di Pocapaglia e scendendo in direzione nord-ovest prende poi il nome di rio Pocapaglia, nome che dopo aver compiuto un semicerchio attorno all'abitato di Sommariva del Bosco muta ancora prima in rio Carmagnotta e poi in torrente Rovarino. Il nome di torrente Moglia gli viene dato nel tratto a valle di Caramagna. Il suo principale affluente è il torrente Grione(21.7 km di lunghezza[4]), tributario in sinistra idrografica.
- Bealera della Grassa, che si getta nel Meletta a brevissima distanza dalla confluenza Moglia/Ricchiardo.

## Regime
Nonostante il bacino idrografico non molto ampio il Meletta può vantare di una portata media di 4,6 m³/s, un valore non così modesto se si considera la scarsa piovosità del territorio attraversato. Va però tenuto conto dell'interscambio tra il torrente ed i suoi vari affluenti con la rete di canali irrigui presenti nella zona, interscambio che può alterarne il regime idrologico in modo anche significativo. Nelle estati particolarmente siccitose esso può presentarsi completamente in secca anche a causa dei forti prelievi irrigui.

## Stato ambientale
Il torrente, in particolare nella sua parte più a valle, attraversa zone abitate piuttosto densamente e nelle quali predomina l'agricoltura intensiva, ed è quindi sottoposto ad un elevato rischio di inquinamento. Nel Meletta è ad esempio stata ripetutamente segnalata la presenza di Liquami di provenienza zootecnica.

## Pesca
Da un punto di vista della pesca il torrente viene considerato per tutto il suo corso appartenente alla categoria delle acque ciprinicole.
La sua parte finale fa parte della Riserva Comunale di pesca di Carmagnola ed è soggetta ad uno specifico regolamento di pesca.

## Galleria d'immagini

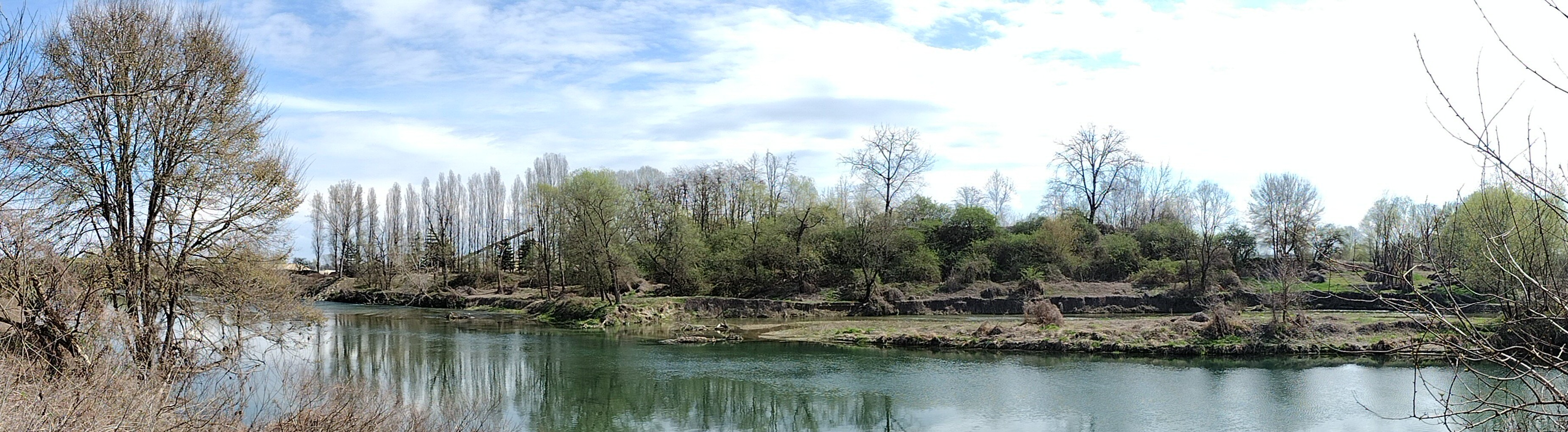
La confluenza con il Po vista dalla sinistra idrografica del fiume